# Fuerte Stanwix
 El Fuerte Stanwix fue un fuerte colonial cuya construcción comenzó el 26 de agosto de 1758, por orden del General Británico John Stanwix, donde hoy se ubica Rome, Nueva York, aunque la obra no fue completada hasta mediados de 1762. Custodiaba un paso conocido como Oneida Carrying Place durante la Guerra Franco-Indígena. El National Park Service ha hecho una reconstrucción del fuerte y el Monumento Nacional Fuerte Stanwix se halla en el centro de la moderna ciudad de Rome.
El Fuerte Stanwix fue abandonado en 1768 y entregado a ruinas.
En 1768, en el Fuerte Stanwix se firmó un importante tratado.
- Wikimedia Commons alberga una categoría multimedia sobre Fuerte Stanwix.